# Sint-Pancratiuskerk (Elbenau)
De Sint-Pancratiuskerk (Duits: Sankt-Pancratii-Kirche) is de protestantse dorpskerk van Elbenau, een stadsdeel van Schönebeck (Saksen-Anhalt).

## Geschiedenis en architectuur
Het als vakwerkkerk gebouwde godshuis verving in 1743 een kleiner kerkgebouw uit 1504. Het gebouw kent een rechthoekig grondplan. Op de westelijke zijde van het dak werd een dakruiter geplaatst met een achthoekige open lantaarn. 
Net als andere kerken moest ook de Pancratiuskerk tijdens de Tweede Wereldoorlog klokken en orgelopijpen afleveren ten behoeve van de oorlogsindustrie. Het gebouw leed verder geen schade tijdens de oorlog, maar in de DDR-periode sloeg het verval toe. 
In de jaren 1980 bestonden er plannen om de kerk te slopen om zo de straat recht te kunnen maken. Dankzij de dappere inzet van de toenmalige predikante en een door haar geïnitieerde eerste renovatie werd de afbraak van de kerk verhinderd. Het gebouw werd tegen het einde van de 20e eeuw grondig gerestaureerd. Daarnaast werd er ten noorden van de kerk een kerkelijk centrum aangebouwd.

## Interieur
Blikvanger in het interieur is het barokke kanselaltaar. De zuilen, de trap en delen van de kansel werden gemarmerd. De rocococrucifix bevindt zich sinds de restauratie weer boven de kansel. De kerkbanken worden van drie kanten omgeven door galerijen. Het orgel op de westelijke galerij stamt uit 1874 en werd ter vervanging van een instrument uit 1781 vermoedelijk door de orgelbouwer Focke ingebouwd. De altaarsteen bestaat uit een grafzerk uit het jaar 1259. Aan de westelijke muur van de kerk zijn meer grafzerken uit de 17e eeuw. Delen van het voormalige koorgestoelte uit het in 1793 opgeheven Cisterciënzer klooster Plötzky bevinden zich aan de noordelijke muur. Links en rechts van het altaar staan twee eenvoudige herenbanken.         

## Grafkelders
Tijdens de restauratie werden in het jaar 2010 negen grafkelders herontdekt. Onder kloostermoppen en grind kwamen met baksteen gewelfde graven aan het licht. Ze stammen uit de voorgangerskerk. Na de opmeting van de locatie werden de graven weer in dezelfde staat toegedekt onder de nieuwe vloer van de kerk.